# Lia Rodrigues
Lia Rodrigues dos Santos (* 30. April 1956 in São Paulo) ist eine brasilianische Tänzerin und Choreografin.

## Leben
Lia Rodrigues studierte klassisches Ballett und Geschichtswissenschaft an der Universidade de São Paulo. 1977 gründete sie die Gruppe Andança. Von 1980 bis 1982 lebte sie in Frankreich und tanzte in der Compagnie Maguy Marin. Dort wirkte sie an der Entwicklung des Stücks May B mit. Danach kehrte sie nach Brasilien zurück und ließ sich dauerhaft in Rio de Janeiro nieder. Wegen der Geburt einer Tochter unterbrach sie eine Zeitlang ihre Tanzkarriere. 1990 gründete sie die Lia Rodrigues Companhia de Danças.
1992 wurde sie vom damaligen städtischen Institut für Kunst und Kultur eingeladen, ein Tanzfestival zu organisieren, bei dem vier Wochen lang Gruppen und Choreographen ihre Produktionen im Teatro Sérgio Porto präsentierten. So entstand das Tanzfestival Panorama RioArte, das heute Festival Panorama da Dança heißt und eines der größten Festivals für zeitgenössischen Tanz in Brasilien ist. Sie leitete es bis 2004. In ihre Darbietungen nahm sie Themen und Bildideen verschiedener Künstler auf, unter anderen Oskar Schlemmer, der ihre Show Formas Breves inspirierte, die Filmemacher Glauber Rocha und Jean-Luc Godard, Tunga und Lygia Clark. Mario de Andrade inspirierte ihre Ausstellungen Folia I und Folia II von 1996 und 1997. Italo Calvino, Elias Canetti, Gilles Deleuze und Felix Guatarri sind weitere Schriftsteller, deren Ideen sich in ihrem Werk widerspiegeln. 1998 koordinierte sie das Projekt Dança na Quarta an der Universidade Gama Filho in Rio de Janeiro, bei dem Werke zeitgenössischer Tanzkünstler aus der Stadt aufgeführt wurden. Ferner präsentierte sie in diesem Jahr gemeinsam mit dem Forscher und Tanzkritiker Roberto Pereira Memory in Movemento, eine Hommage an Klaus, Angel und Rainer Vianna. 1999 beteiligte sie sich an der Kuratierung der Ausstellung Coração dos Outros - Mário de Andrade mit über 40.000 Besuchern.
Im Jahr 2000 veranlasste sie gemeinsam mit der Theaterregisseurin Ligia Veiga die Restaurierung eines historischen Gebäudes in Rio de Janeiro und gründete dort das Condomínio Cultural. 2000–2002 fungierte sie als künstlerische Leiterin der Ausstellung BNDES Arte. 2003 gründete sie gemeinsam mit der lokalen NGO Redes da Maré das Centro de Artes da Maré in einer der größten Favelas Rios, dem bairro Maré. Seitdem hat ihre Kompanie sowohl dort ihren Standort als auch in der Escola Livre de Dança da Maré, die einen demokratischen Ansatz in der Tanzausbildung verfolgt. 2002–2006 betrieb sie gemeinsam mit der Dramatikerin Silvia Soter und unterstützt vom französischen Konsulat das Projekt Cahier de la Danse, in dem sich brasilianische und französische Tänzerinnen und Tänzer begegneten.
2001, 2003 und 2005 beteiligte sie sich an den Projekten Teresa, TRou Rouge und Laminadas Almas des Bildhauers und Performancekünstlers Tunga. Am Centro de Artes da Maré entstanden 2005, 2009 und 2012 die Stücke Encarnado, Pororoca und Piracema. Mit dem Stück Pororoca, einer Choreografie über Gemeinschaft und deren Zerbrechlichkeit, tourte sie 2009 mit ihrer Kompanie durch Deutschland, Frankreich, Portugal, Belgien und Spanien.
Im Wintersemester 2017/2018 hatte sie die Valeska-Gert-Gastprofessur an der Freien Universität Berlin inne.
Im November 2018 inszenierte sie im Pariser Théâtre de Chaillot die Premiere von Fúria. Das Stück folgt Szenen aus dem Roman A paixão segundo G.H. (Die Passion nach G. H.) der brasilianischen Schriftstellerin Clarice Lispector und befasst sich mit der aggressionsgeladenen Stimmung in Brasilien, insbesondere im Umfeld der Präsidentschaftswahlen. Damit gastierte sie anschließend unter anderem beim Tanzhaus NRW und bei den Wiener Festwochen.
Beim Pariser Herbstfestival brachte sie im Dezember 2021 im Théâtre de Chaillot die Premiere von Encantadas auf die Bühne. Encantados sind in der brasilianischen Mythologie Geister mit Heilkräften. Zu Musik der Mbyá Guaraní verwandelten sich die Tänzer und Tänzerinnen in solche Geistwesen, die mit bunten Tüchern lebhafte, karnevalesk anmutende Tänze aufführten.
Lia Rodrigues unterrichtete unter anderem an der belgischen Akademie PARTS von Anne Teresa De Keersmaeker.

## Auszeichnungen (Auswahl)
- 2002 und 2003 Herald Angel prize beim Edinburgh Festival Fringe[15]
- 2005 Ordre des arts et des lettres von Frankreich[22]
- 2007 Publikumspreis beim Festival International de Nouvelle Danse in Montreal[15]
- 2014 Prinz-Claus-Preis[22]
- 2016 SACD prize for choreography[22]
- 2019 Choreografin des Jahres der Zeitschrift Tanz[23]
- 2021 Kunst- und Kulturpreis der deutschen Katholiken[24]